# Selenocosmia lanipes
Selenocosmia lanipes é uma espécie de aranha pertencente à família Theraphosidae (tarântulas).